# Toma de Agua, Oaxaca
Toma de Agua är en ort i Mexiko.   Den ligger i kommunen San Agustín Loxicha och delstaten Oaxaca, i den sydöstra delen av landet, 500 km sydost om huvudstaden Mexico City. Toma de Agua ligger 446 meter över havet och antalet invånare är 304.
Terrängen runt Toma de Agua är huvudsakligen kuperad, men åt sydväst är den platt. Terrängen runt Toma de Agua sluttar söderut. Runt Toma de Agua är det ganska glesbefolkat, med 40 invånare per kvadratkilometer. Närmaste större samhälle är El Camalote, 6,9 km öster om Toma de Agua. Omgivningarna runt Toma de Agua är en mosaik av jordbruksmark och naturlig växtlighet.